# Земљотреси на територији Републике Српске
Земљотреси на територији Републике Српске и у окружењу кроз дужи историјски период настали су условима високе сеизмичке активности која се испољава у знатном броју жаришних зона, са великом густином раседних структура, корелација хипоцентра са постојећим активним раседима, издвајањем сеизмогених блокова и тектонских јединица.

## База података
Земљотреси на територији Републике Српске су тектонског аутохтоног порекла. Поред аутохтоне сеизмичности, територија Републике Српске је изложена и сеизмичком деловању земљотреса са територије земљотреса из суседних земаља.
Концентрација епицентара земљотреса је највећа у области Херцеговине и ширем подручју Бања Луке. Геотектонски гледано ту се налазе регионалне и друге раседне структуре и видљиви знаци изражене деструкције терена. Најчешћа дубина хипоцентара земљотреса креће се од 11-18 километара, док се најдубљи хипоцентри земљотреса јављају на ширем подручју Бања Луке, на  дубинама које износе од  20 до 30 километара.
На основу расположиве базе података за израду карте епицентара јаких земљотреса у Републици Српској се користе подаци о земљотресима из периода који су због различите тачности сврстани у три периода:
- историјски период до 1823. године,
- рани инструментални период од 1824.до 1964. године,
- савремени период након 1964. године.

## Земљотреси у у непосредној близини територије Републике Српске
Узимајући у обзир величину простора на којем се манифестују ефекти разорних земљотреса који су предмет анализе за израду, не могу се занемарити жаришне зоне у непосредној близини територије Републике Српске. У овим жаришним зонама се могу генерисати снажни земљотреси са епицентрима на територији другог ентитета или земаља у окружењу који због ефеката које могу имати на грађане и материјална добра у Републици Српској утичу на сеизмичку опасност.
Земљотреси који морају бити узети у обзир су следећи:
1. 1667. године - земљотрес на подручју Дубровника јачине М=6,4  јединице Рихтерове скале
2. 1923. године - земљотрес у залеђу Макарске јаћине М = 5.9   јединица Рихтерове скале
3. 1909. године - земљотрес на подручју Петриње јачине М = 5.7   јединица Рихтерове скале
4. 1986. године - земљотрес на подручју Грахова јачине М = 5.5   јединица Рихтерове скале
5. 2020.  године - земљотрес на подручју Петриње јачине М = 6.3   јединице Рихтерове скале

## Историјски период до 1823. године
Земљотреси до 1823. године, због оскудних хронолошких писаних докумената на основу којих су лоцирани, одликује мала тачност географских координата, а интензитет земљотреса је одређен на основу малог броја и недовољно прецизних података, а дубина хипоцентра није ни дефинисана.
Дана 6. априла у 8 часова  догодио се земљотрес у Дубровнику 1667. године, који је био један од најјачих земљотреса (јачине  М=6.4) који су погодили неко подручје данашње Хрватске, али део Херцеговине.
Ови земљотреси само доприносе сагледавању постојања сеизмичке активности у конкретном простору. Својим положајем епицентра доприносе издвајању жаришних зона и квалитативном дефинисању њихових енергетских потенцијала.

## Рани инструментални период од 1824. до 1964. године
Обимна база макросеизмичких података за јаке земљотресе из периода од 1824. до 1964. године, уз постојање лимитираног броја инструменталних подататка, омогућила је стварање основе за просторно и енергетско дефинисање ових земљотреса са довољном тачношћу за израду карата сеизмичке опасности.
На Бањалучком сеизмогеном подручју које обухвата простор од око 10 000 km односно територију на растојању 50 km од Бање Луке у овом период догодила се:
- Прва серија земљотреса  1888. године. Представник ове серије је земљотрес који се десио 20. маја 1888.године, који је био јачине М=5.7 јединица Рихтерове скале и интензитета VII степени MCS (Mercalli-Cancani-Sieberg) скале.
- Друга серија земљотреса догодила се 1935. године. Најјачи од укупно 7 земљотреса који су се у тој серији десили је земљотрес од 11. новембра 1935.године јачине M=5.1 јединица Рихтерове скале и интензитета VII степени MCS скале.[3]

У процесу редефинисања интензитета земљотреса уз примену савремених критеријума сеизмичких скала, у овом историјском раздобљу коришћени су сви расположиви макросеизмички подаци.
Магнитуда је дефинисана за земљотресе који нису инструментално регистровани применом емпиријских релација интензитета и магнитуда.
У овом периоду догодили су се јаки земљотреси углавном у граничним областима Републике Српске са суседним земљама.

## Савремени период од 1964. године
Савремени период сеизмичке активности се одликује различитим обимом и квалитетом сеизмолошких података.
На Бањалучком сеизмогеном подручју које обухвата простор од око 10 000 km² односно територију на растојању 50 km од Бање Луке у овом период догодила се ова серија земљотреса:
Прва серија земљотреса догодила се 26 и 27. октобра 1969. годинекада су забележена  4 јака земљотреса. Главном удару су претходила два јака земљотреса:
- 26. октобра 1969.год. у 15 сати 36 мин  земљотрес јачине М=5.6 јединица Рихтерове скале
- 27. октобра 1969год. у 2 сата 55 мин  земљотрес јачине М= 4.8 јединица Рихтерове скале

Главни удар десио се 27. октобра 1969. године  у 8 сати 10 мин  са магнитудом  М=6.6 јединица Рихтерове скале после којег је уследио накнадни удар  у 8 сати 53 мин М=4.7 јединица Рихтерове скале.
Земљотреси су оставили катастрофалне поседице на подручју 15 општина Босанске Крајине: Бања Лука, Челинац, Лакташи, Градишка, Прњавор, Котор Варош, Кнежево, Србац, Кључ, Јајце, Приједор, Сански Мост, Кључ, Козарска Дубица и Нови Град, када је у земљотресу 15 људи смртно страдало, а повријеђено је 1.117 особа. Земљотрес је нанио огромну материјалну штету на 86 000 стамбених јединица:
- 266 школских објеката
- 152 објекта јавне управе и администрације
- 146 културних објеката
- 133 здравствена објеката
- 29 социјалних установа

Послије ове серије земљотреса током 1969.  године десио се још један јачи  накнадни удар  31. децембра1969. године у 14сати 18 мин који је био јачине М= 5.3 јединица Рихтерове скале. Значајнији земљотреси након 1969. године су:
- 20. октобра 1970. године  у 14сати 45мин  са М=4.5 Рихтера
- 20. октобра 1970. године  у 21сат 19мин са М=4.6 Рихтера
- 17. фебруара 1975. године  у 15 сати 24мин са М=4.0 Рихтера
- 21. априла 1975. године  у 1 сат 31мин  са М=4.7 Рихтера
- 21. априла 1977. године  у 1 сат 31мин  са М=4.7 Рихтера
- 13. августа 1981. године  у 3 сата 58мин са М=5.4 Рихтера

Након 30 година затишја,  јачи земљотрeси који су се десили на подручју бањалучког региона  су:
- 29. априла. 2011. године у 01 сат 30 мин, магнитуде М=4.3 јединице Рихтерове скале
- 28. јануара .2014. године у 01 сат 38 мин, магнитуде М=4.2 јединице Рихтерове скале

Како је до значајног повећања броја сеизмолошких станица на простору југоисточне Европе дошло у периоду након 1977. године, то је резултовало знатним повећањем броја сеизмограма по земљотресу и већим бројем регистрованих земљотреса, као последице повећања осетљивости новоинсталираних сеизмографа. Имајући то у виду регистрације земљотреса из тог периода,  у публикованим сеизмолошким подацима о главним параметрима земљотреса се могу сматрати валидним за прорачун сеизмичке опасности на простору Републике Српске.
У региону Невесиња 24. октобра 2021.године мрежом сеизмолошких станица Републичког хидрометеоролошког завода РС лоциран је земљотрес у 3 часа и 38 минута по локалном времену, са магнитудом МL=2.8 Рихтера и процењеним интензитетом у епицентралној зони од 4-5 степени Меркалијеве скале. Земљотрес није изазвао штете на објектима, а становништво у епицентралној зони могао је осетити.

## Значај изучавања историајта земљотреса у РС
Након вишевековних посматрања добијени сеизмолошки подаци о главним параметрима земљотреса могу се сматрати валидним за прорачун сеизмичке опасности и одређивање сеизмогених зона, које дефинишу сеизмичност Републике Српске.
Сеизмогене зоне Републике Српске утврђене су на основу историјских података о најјачим догођеним земљотресима као и сеизмогене зоне из окружења, са максимално очекиваним магнитудама земљотреса. Према томе сеизмогене зоне као и максималне магнитуде дефинисане су на основу историјских података догођених земљотреса.

## Сеизмичност Републике Српске
На основу досадашњих истраживања до сада сакупљених података Зона максимално очекиваног интензитета од IX степени по Меркалијевој скали јавља се, према сеизмолошкој карти за период од 500 година, на ширем бањалучком подручју и на југу Херцеговине. Ова зона обухвата 4.29% територије Републике Српске, односно 1,047.54 km² , од чега на подручју Крајине:
- 24% територије Града Бања Лука и 54,000 становника,
- 62% територије општине Челинац и 10,500 становника,
- 43% територије општине Лакташи и 17,000 становника.

На подручју наведене три локалне заједнице, око 81.500 становника живи у зони IX.